# Oxbow Réunion Pro
Navigation
Édition précédente Édition suivante
L'Oxbow Réunion Pro est une compétition de surf qui s'est tenue du 3 au 9 juillet 1995 à l'île de La Réunion, département d'outre-mer français dans le sud-ouest de l'océan Indien. Organisé à Saint-Leu, une commune de l'ouest de l'île, il s'est disputé dans la baie de Saint-Leu, qui baigne le centre-ville. Il constituait le quatrième événement de l'édition 1995 de l'ASP World Tour, le principal championnat organisé par l'Association des surfeurs professionnels. Il a été remporté par l'Australien Matt Hoy, qui s'est imposé en finale contre l'Américain Shane Dorian et a ainsi signé sa seule victoire de la saison.